# Opportunità di pace

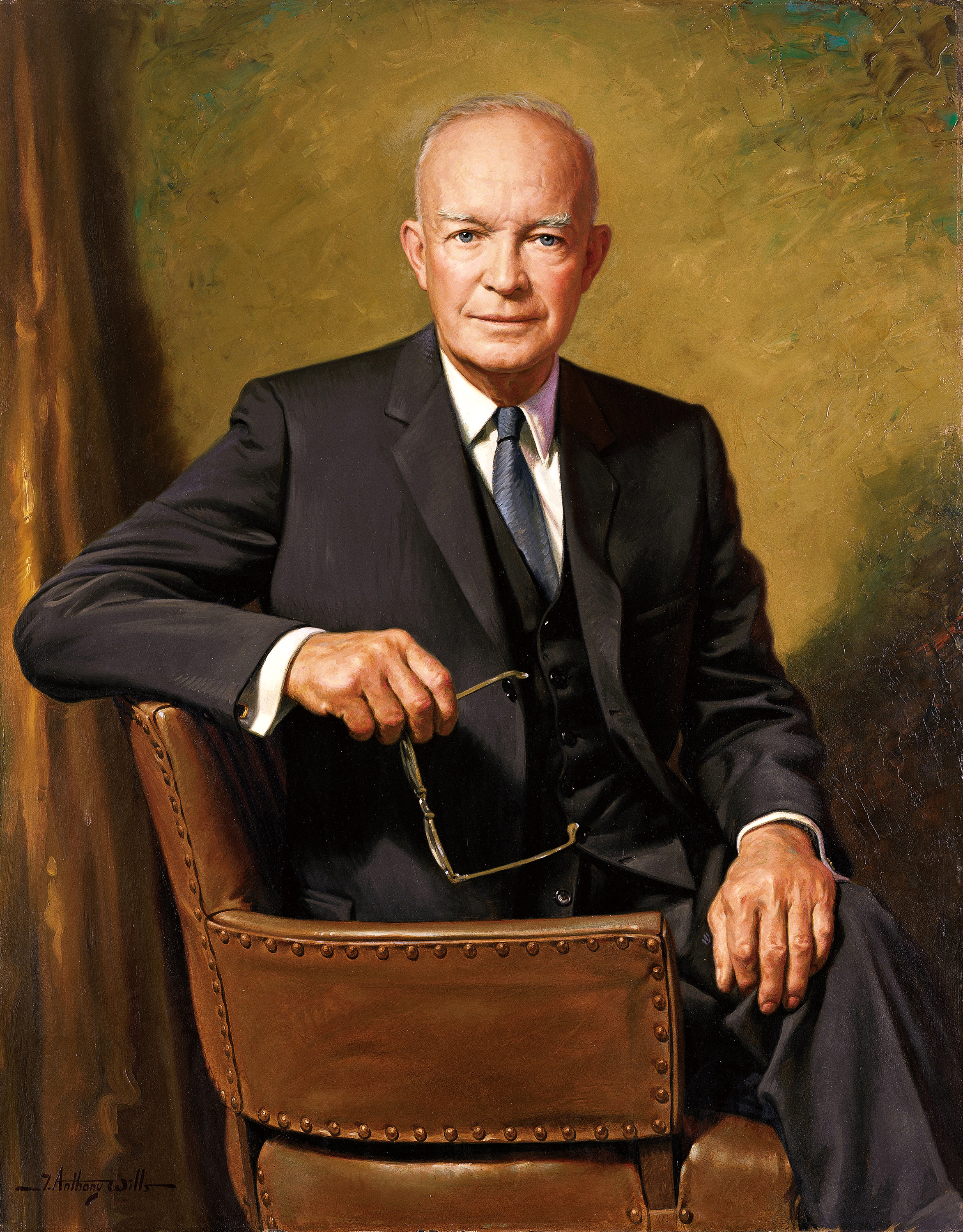
Ritratto presidenziale ufficiale

"Opportunità di pace", in inglese "Chance for Peace" è il discorso che il Presidente degli Stati Uniti Dwight David Eisenhower pronunciò il 16 aprile 1953 . 

## Situazione
Eisenhower, alla fine degli anni 1940, fu un convinto sostenitore della corsa agli armamenti. Egli tuttavia espose il problema del cosiddetto complesso militare-industriale, ovvero dal pericolo rappresentato dagli interessi commerciali dell'industria bellica, che per sopravvivere aveva sempre bisogno di qualche guerra. . 

## Contenuto del discorso
Nel suo discorso Chance for Peace (16 aprile 1953) il presidente disse:
(Dwight David Eisenhower, presidente degli Stati Uniti, 16 aprile 1953.)

## Eventi successivi
Alla fine del suo mandato, il 17 gennaio 1961, nel discorso d'addio (Farewell Address) alla Nazione, Eisenhower ripeté tale monito:
(Dal discorso d'addio alla nazione)
. 